# Укселесунд (комуна)
Комуна Укселесунд (швед. Oxelösunds kommun) — адміністративно-територіальна одиниця місцевого самоврядування, що розташована в лені Седерманланд у центральній Швеції. Зі сходу омивається водами Балтійського моря.
Окселесунд 284-а за величиною території комуна Швеції. Адміністративний центр комуни — місто Укселесунд.

## Населення
Населення становить 11 248 чоловік (станом на вересень 2012 року). 
| Кількість населення комуни Укселесунд за 1950-2010 роки | Кількість населення комуни Укселесунд за 1950-2010 роки | Кількість населення комуни Укселесунд за 1950-2010 роки | Кількість населення комуни Укселесунд за 1950-2010 роки | Кількість населення комуни Укселесунд за 1950-2010 роки |
| ------------------------------------------------------- | ------------------------------------------------------- | ------------------------------------------------------- | ------------------------------------------------------- | ------------------------------------------------------- |
| Рік                                                     |                                                         |                                                         | Населення                                               |                                                         |
| 1950                                                    | 1950                                                    |                                                         | 5 391                                                   | 5 391                                                   |
| 1970                                                    | 1970                                                    |                                                         | 15 164                                                  | 15 164                                                  |
| 1980                                                    | 1980                                                    |                                                         | 14 120                                                  | 14 120                                                  |
| 1990                                                    | 1990                                                    |                                                         | 13 035                                                  | 13 035                                                  |
| 2000                                                    | 2000                                                    |                                                         | 10 866                                                  | 10 866                                                  |
| 2010                                                    | 2010                                                    |                                                         | 11 193                                                  | 11 193                                                  |
| Джерело: SCB                                            |                                                         |                                                         |                                                         |                                                         |

## Населені пункти
Комуні підпорядковано 1 міське поселення (tätort):
- Укселесунд (Oxelösund)

## Міста побратими
Комуна підтримує побратимські контакти з такими комунами, муніципалітетами, гмінами:
- Комуна Варде, Норвегія
- Карккіла, Фінляндія
- Гольстебро, Данія
- Сігулда, Латвія
- Тюрі, Естонія
- Хойна, Польща
- Гранвіль, Франція

## Галерея

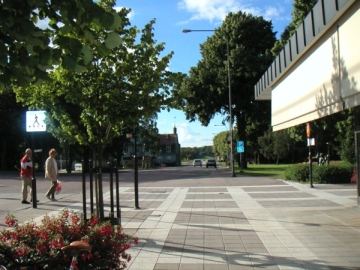
Укселесунд
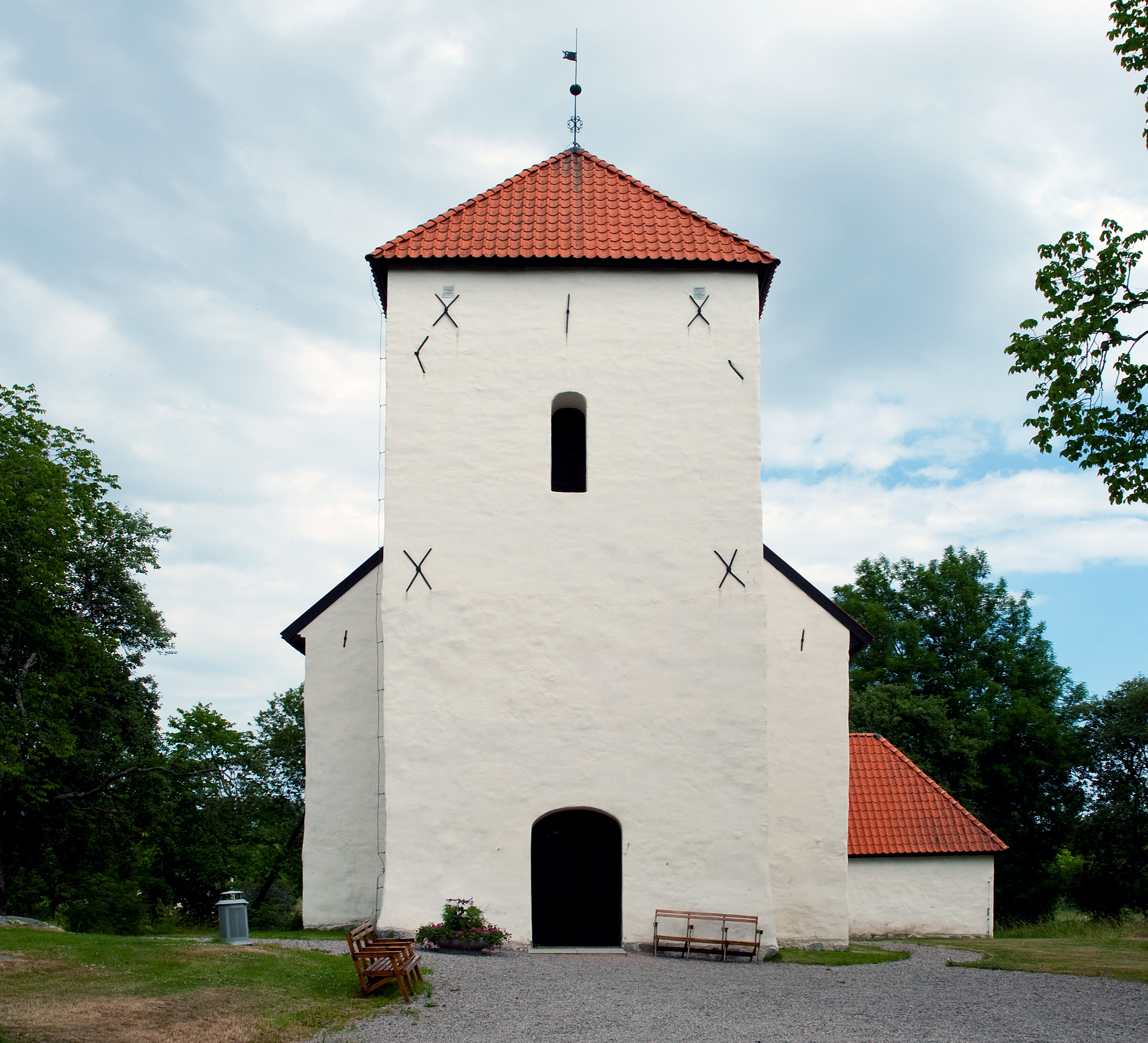
Церква (Шернгольм)
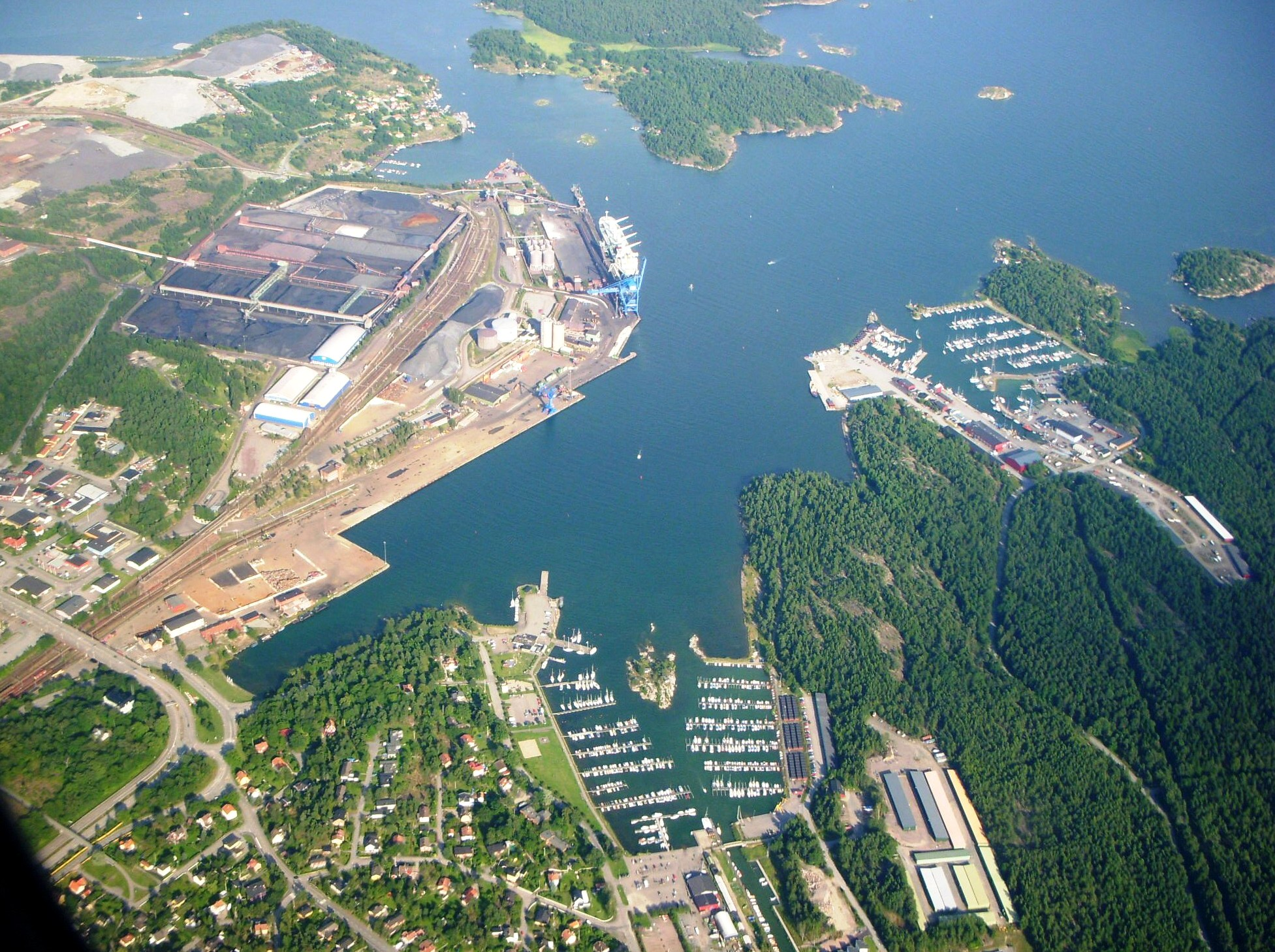
Окселесунд із пташиного польоту

## Виноски
1. ↑  Andersson P. Sveriges kommunindelning 1863-1993 — Mjölby: Draking, 1993. — 132 с. — ISBN 978-91-87784-05-7
2. ↑  Folkmangd i riket, lan och kommuner (шв.) . Центральне бюро статистики Швеції. Архів оригіналу за 20 серпня 2013. Процитовано 15 лютого 2013.